# سوزان فاغنر
سوزان فاغنر (بالإنجليزية: Susan Lynne Wagner)‏ هي اقتصادية أمريكية، ولدت في 1961 في شيكاغو في الولايات المتحدة.